# آندری کازوسنکو
آندری کازوسنکو ((به بلاروسی: Андрей Фёдорович Казусенок)؛ زادهٔ ۱۵ ژانویه ۱۹۸۴) جودوکار و سامبوکار اهل بلاروس است.